# 김건영 (희극인)
김건영(1984년 1월 24일 ~ )은 대한민국의 코미디언이다.

## 학력
- 숭실대학교 벤처중소기업학과

## 출연작
- SBS 웃찾사
  - 〈이러고 싶다〉
  - 〈별에서 온 그놈〉 이재경 역
  - 〈데자뷰〉
  - 〈강남거지〉
  - 〈남자끼리〉
  - 〈너의 이름은〉
- SBS 개그투나잇